# Batalla d'Attu
La batalla d'Attu, en el decurs de la campanya de les Illes Aleutianes (Guerra del Pacífic), de l'11 de maig al 30 de maig de 1943, es lluità entre les tropes dels Estats Units i l'Imperi del Japó a l'illa del mateix nom (Attu), propera a la costa d'Alaska. Aquesta fou l'única batalla terrestre de la 2a Guerra Mundial lluitada en territoris incorporats dels Estats Units. És més; només en aquesta batalla els exèrcits japonès i dels estats units lluitaren contra ells en condicions de fred àrtic.
La lluita s'acabà quan els darrers japonesos travessaren les línies dels americans i caigueren en el posterior cos a cos; després de dues setmanes de ferotge lluita des del desembarcament a l'illa de les tropes de la 7a divisió.

## Antecedents
Qui posseís les posicions estratègiques de les illes d'Attu i Kiska podria controlar les vies de navegació de l'àrea del Pacífic Nord.
Els estrategs japonesos creien que en controlar les illes podrien evitar qualssevol possible atac dels Estats Units des d'Alaska. Cal recordar que aquestes idees també les tenien presents els pensadors dels estats units i és així com el 1935 el general Billy Mitchell digué al congrés dels Estats Units: "Crec fermament que qui controli en el futur Alaska, vulgues no vulgues dominarà el món. Crec que és el lloc més estratègic del món".
El 301è batalló independent de l'Exèrcit del Nord japonés desembarcà sense cap mena de resistència a Attu, sis mesos després de l'entrada dels Estats Units a la Guerra. Un dia abans les tropes japonesos ja havien pres Kiska. En aquell moment els comandants dels Estats Units començaren a témer un possible atac de bombarders japonesos estacionats a les illes contra la costa oest.
L'ús de bombarders de llarg abast Nord-Americans amb bases a les illes aleutianes va ser vist com una possibilitat a la pel·lícula de Walt Disney Victory Through Air Power de 1943.

## Represa

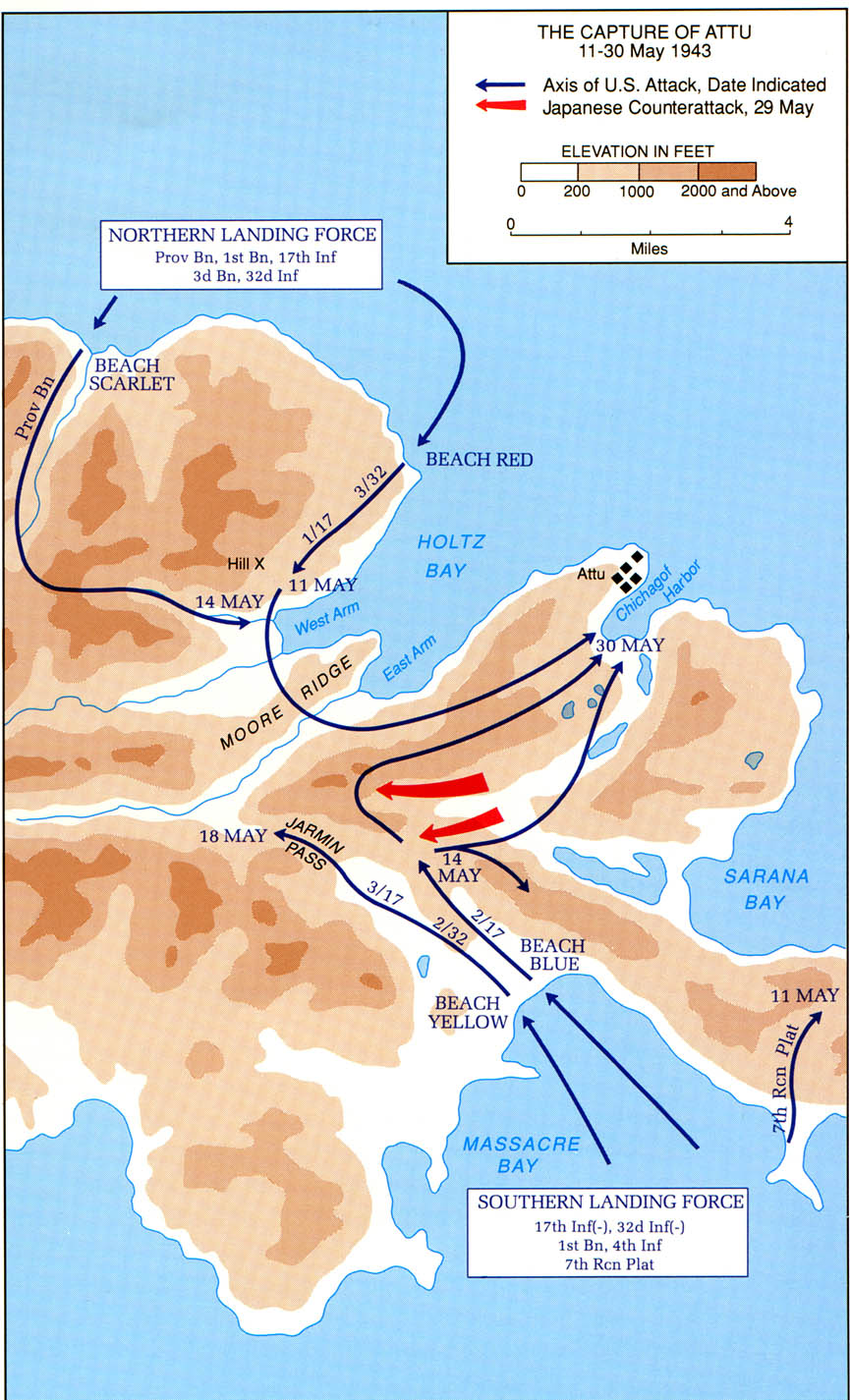
Mapa on s'observa la represa americana d'Attu el 1943

Les tropes del 17è d'infanteria, de la 7a Divisió d'infanteria desembarcaren a les costes de l'illa per combatre les tropes japoneses sota el comandament del coronel Yasuyo Yamasaki durant el maig de 1943. No obstant el cruent bombardeig de les posicions defensives japoneses quan els soldats començaren a avançar es trobaren amb una defensa aferrissada i amb unes defenses gairebé intactes. Val a dir que les condicions meteorològiques (baixes temperatures) i problemes per congelació de membres provocaren un nombre elevat de baixes a les tropes dels Estats Units. Tot i això, al cap de dues setmanes de lluita implacable, les unitats dels estats units doblegaren les defenses japoneses i els tancaren en una bossa al voltant de l'ansa de Chichagof.
El 29 de maig, enveient les escasses possibilitats de victoria i sense cap esperança d'una força de rescat el coronel Yamasaki dirigeix una càrrega suïcida amb els pocs supervivents que pren per sorpresa les línies americanes. Les tropes a la rereguarda, desconcertades, es troben ben aviat lluitant cos a cos contra els soldats japonesos fins que gairebé tots els japonesos moren. Aquest últim combat acaba amb la resistencia a l'illa; ara bé, segons els informes de la Marina dels Estats Units no és fins als primers dies de juny quan els últims grups de japonesos són sotmesos. Durant els dies de lluita la 7a divisió perdé 549 soldats i més de 1.000 foren ferits. Només 29 japonesos foren capturats amb vida.

## Conseqüències
Attu fou l'última acció armada de la campanya de les illes orientals. L'exèrcit del Nord Japonès evacuà poc després les tropes que encara romanien a l'illa de Kiska secretament. Així doncs l'ocupació japonesa de les Illes Aleutianes finalitza el 28 de juliol de 1943
Curiosament, la pèrdua de l'illa i la posterior evacuació de Kiska ocorre poc després de la mort de l'Almirall Isoroku Yamamoto, qui mor per culpa d'un raid d'un aparell dels Estats Units en el decurs de l'Operació Vengeance. Aquestes derrotes encrueliren la sensació de pèrdua de l'Almirall Yamamoto en el si de l'Alt Comandament Japonès. A pesar de les derrotes, la propaganda japonesa va presentar la Campanya de les Illes Aleutianes com una proesa èpica.

## Galeria
| - El coronel Yasuyo Yamasaki dirigí l'última càrrega banzai el maig de 1943. Era el màxim cap militar de l'illa d'Attu en el moment de l'assalt Americà. - Vila a la Chichagof Harbor el 1937; es ocupada més endavant pels japonesos el 1942/1943. - Fotografia presa el 7 de novembre de 1942 a Holtz Bay per un avió de reconeixement de la marina dels Estats Units. Es pot observar quatre caces de combat marítims japonesos Misubishi A6M-2N Rufe. - Oficials japonesos l'hivern de 1942/43. - Per evitar les condicions de fred àrtic els japonesos construeixen quarters a l'illa. - Soldats japonesos exercitant-se en l'ús de l'obús Type 91 10 cm Howitzer a l'illa el 1943. - Bateries costaneres construïdes a l'illa el 1943. - Un bombarder B-25 Mitchell de l'esquadró de bombarders 77 voleiant pel sud-oest de l'illa. - El vaixell Pennsyilvania bombardeja les costes d'Attu durant el desembarcament de l'11 de maig de 1943. - Desembarcament a la platja de la Badia Massacre; guiats pel destructor Pruitt. - Soldats procedint a desembarcar a la Badia de Massacre, Attu el 12 de maig de 1943. - Encara més subministraments, queviures i munició es descarreguen a les platges de la Badia Massacre el 13 de maig de 1943. - Tropes dels Estats Units carretejant subministraments cap a Chichagof Harbor. - Soldats dels estats units operant un morter disparen sobre posicions japoneses des d'un pujol. - S'alcen volutes de fum dels edificis bombardejats pels Estats Units a Chichagof Harbor. - Cossos de soldats japonesos morts en una càrrega suïcida el 29 de maig de 1943 a Chichagof Harbor. - Soldats japonesos morts preparats per enterrar en fosses comunes. - Monument de la pau japonès d'Attu el 2007. |